# Station Wivenhoe
Wivenhoe is een spoorwegstation van National Rail in Wivenhoe, Colchester in Engeland. Het station is eigendom van Network Rail en wordt beheerd door Greater Anglia. 